# Symphurus williamsi
Symphurus williamsi är en fiskart som beskrevs av Jordan och Culver, 1895. Symphurus williamsi ingår i släktet Symphurus och familjen Cynoglossidae. IUCN kategoriserar arten globalt som livskraftig. Inga underarter finns listade i Catalogue of Life.